# Nádfő
Nádfő (szlovákul: Šarišská Trstená, korábban Nadvej) község Szlovákiában, az Eperjesi kerület Eperjesi járásában.

## Fekvése
Eperjestől 15 km-re északkeletre, az Alacsony-Beszkidek déli részén, a Szekcső-patak keleti mellékvizének felső folyásánál fekszik.

## Története
1345-ben „Nadfu” alakban említik először, amikor is a komlóskai uradalomhoz tartozott. 1351-ben „Komlos alebo Nadfeu” néven szerepel korabeli forrásban. 1427-ben nem volt adózója. 1787-ben 7 házában 62 lakos élt. A 18. században a Horváth, Doby és Pusk családok birtoka.
A 18. század végén Vályi András így ír róla: „NÁDFŐ. Nádfej. Tót falu Sáros Várm. földes Urai több Urak, lakosai katolikusok, és másfélék, fekszik Posfalvának szomszédságában, és annak filiája, határja közép termékenységű, réttye kétszer kaszáltatik, erdeje is van.”
1828-ban 5 háza volt 43 lakossal. Lakói főként mezőgazdasággal foglalkoztak.
Fényes Elek 1851-ben kiadott geográfiai szótárában így ír a faluról: „Nádfő, Nadvej tót falu, Sáros vmegyében, Posfalu fil. 37 kath., 3 evang. lak. F. u. többen. Ut. posta Eperjes.”
1920 előtt Sáros vármegye Girálti járásához tartozott.

## Népessége
| Év:            | 1994. | 2004.    | 2014.    | 2024.    |
| -------------- | ----- | -------- | -------- | -------- |
| Emberek száma: | 219   | 271      | 341      | 377      |
| Eltérés:       |       | +23,74 % | +25,83 % | +10,55 % |

| Év:            | 2023. | 2024.   |
| -------------- | ----- | ------- |
| Emberek száma: | 370   | 377     |
| Eltérés:       |       | +1,89 % |

1910-ben 76 szlovák lakosa volt.
2001-ben 263 szlovák lakosa volt.
2011-ben 300 lakosából 292 szlovák.

## Nevezetességei
Krisztus Király tiszteletére szentelt római katolikus temploma.